# Bolbena orientalis
Bolbena orientalis es una especie de mantis de la familia Iridopterygidae.

## Distribución geográfica
Se encuentra en Somalia.